# Bernhard Rottendorff
Bernhard Rottendorff der Jüngere (* 10. Dezember 1594 in Münster; † 17. April 1671 ebenda) war ein deutscher Arzt und Humanist und gehörte zu den universellsten Gelehrten seiner Zeit.

## Leben
Bernhard Rottendorff der Jüngere war der einzige Sohn und das älteste Kind des Münsteraner Stadtarztes Bernhard Rottendorff dem Älteren (1563–1640). Er erhielt Schulunterricht auf dem Gymnasium Paulinum, wo er die lateinische Sprache erlernte und später so gut beherrschte, dass er sich 1612 am Glückwunschgedicht für Ferdinand von Bayern beteiligen durfte. Ab 1614 studierte er in Rostock, 1616 wechselte er auf Wunsch seines Vaters nach Helmstedt. Mit dem Titel des Dr. med. half er zunächst ab 1621 seinem Vater aus, im Folgejahr erwarb er die Bürgerrechte in Münster. Bernhard Rottendorff zog einige Male innerhalb von Münster um. 1625 wechselten er und sein Vater von der Ludgeristraße an den Prinzipalmarkt, 1627 wiederum in die heutige Klemensstraße. Dort eröffnete er seine erste eigene Praxis, bevor er in das Kirchspiel Überwasser übersiedelt.
Nachdem 1640 sein Vater gestorben war, war er 22 Jahre lang alleiniger Stadtarzt in Münster. Neben seinem städtischen Salär kamen Honorare im Fürstendienst, fürstliche Belohnungen aber auch Spesen und Sonderzuwendungen der Stadt hinzu. Auch das Kloster in Liesborn und die Benediktinerinnen im Kloster Herzebrock wurden von ihm betreut. Rottendorf war schon seit 1621 mit dem Bayern Franz Wilhelm von Wartenberg bekannt, wird 1639 dessen Leibarzt, als dieser Fürstbischof von Osnabrück, Minden und Verden wird. Er wird ebenfalls Leibmedicus des Fürstbischofs Ferdinand, der Kurfürst von Köln und Bischof von Münster ist, dank dem hohen Ansehen des Kurfürsten wird Rottendorff als kurkölnischer Leibarzt bezeichnet.
Nach dem Tod von Ferdinand 1650 wird Rottendorff trotz seiner engen und anhaltenden Freundschaft zu
Mallinckrodt der Leibarzt des neuen Fürstbischofs Christoph Bernhard von Galen. Interessant ist seine Berufsreise
1651 auf Burg Sassenberg, wo er seinen neuen Landesherrn Graf Galen behandelt. Im Jahre 1660 schied Rottendorff aus den Diensten der Stadt Münster aus, um sich auf Fürstbischof von Galen konzentrieren zu können.
Am 17. April 1671 verstarb Rottendorf an einer Prostatahypertrophie.

## Familie
Rottendorff heiratete im Jahre 1622 Klara Kock, mit der er sechs Kinder hatte. Seine Tochter Anna Sophia wurde 1628 geboren, sie heiratete später den Nachfolger ihres Vaters, Johann Hosius (1621–1695) aus Spanbroek. Die Nachfahren dieser Familie lassen sich bis in die Gegenwart nachweisen, unter ihnen ist auch Clemens Hosius. Unter den weiteren Kindern sind Bernhard Eustach Rottendorff (1634–1661), Albertina Maria, Catharina und Johannes (1623–1625).